# Dead Oceans
Dead Oceans est un label indépendant américain établi à  Bloomington, dans l’Indiana, fondé en 2007 par Ben Swanson, Chris Swanson, Darius Van Arman, Jonathan Cargill et Phil Waldorf. Le label a publié les œuvres d'artistes tels que Dirty Projectors, A Place to Bury Strangers, Destroyer, Mitski, et These Are Powers. Il fait partie du Secretly Label Group, incluant Secretly Canadian, Jagjaguwar et The Numero Group.

## Développement du label
Dead Oceans est fondé en 2007 lorsque Phil Waldorf s'associe avec Chris et Ben Swanson, Darius Van Armen et Jonathan Cargill. Le label fait partie de la famille Secretly Canadian et partage ses locaux et ses 26 employés avec Secretly Canadian et Jagjaguwar,. Ces labels ont un siège commun situé à  Bloomington, dans l’Indiana, ainsi que des bureaux à Chicago, Brooklyn, Austin et Londres.
La première référence du label est l'album Rise Above de Dirty Projectors.
Depuis 2013, Dead Oceans fait partie du Secretly Label Group, incluant Secretly Canadian, Jagjaguwar et The Numero Group.

## Catalogue
Liste non exhaustive des groupes ou artistes ayant enregistré pour Dead Oceans :
- A Place to Bury Strangers
- Akron/Family
- Bear in Heaven
- Bishop Allen
- Bleached
- Phoebe Bridgers
- Leon Bridges
- Bright Eyes
- Destroyer
- Dirty Projectors
- Durand Jones & The Indications
- Bill Fay
- Japanese Breakfast
- Khruangbin
- Fenne Lily
- The Luyas
- Jensen McRae
- Mitski
- Kevin Morby
- Shame
- Slowdive
- The Tallest Man on Earth
- These Are Powers
- Toro Y Moi
- Vieux Farka Touré
- Wednesday
- Marlon Williams